# Tapura singularis
Tapura singularis är en tvåhjärtbladig växtart som beskrevs av Adolpho Ducke. Tapura singularis ingår i släktet Tapura och familjen Dichapetalaceae. Inga underarter finns listade i Catalogue of Life.